# Paraphysobates abditus
Paraphysobates abditus är en kvalsterart som beskrevs av Sandór Mahunka 1985. Paraphysobates abditus ingår i släktet Paraphysobates och familjen Tegoribatidae. Inga underarter finns listade i Catalogue of Life.